# フューチャーラボ (2013年設立の企業)
株式会社フューチャーラボ（Future Lab, Inc.）は、プラットフォーム事業、メディア事業などを業務とする、日本の企業。

## 概要
2013年9月、ゲームプロデューサーの金杉肇、脳科学者の茂木健一郎、元ライブドア代表取締役CEOで実業家の堀江貴文、政治家の木内孝胤の4名を共同創業者として設立。
「アートからイノベーションまで、自由な発想で核心的アプローチをするプラットフォームカンパニー。」と称し、現在の主な事業は音楽ユニット・ハッカーズ（金杉、茂木、堀江がメンバー）のプロデュースとなっている。
なお、同じ社名である「株式会社フューチャーラボ」（東京都港区、化粧品関連事業）、同じ読みである「株式会社フューチャー・ラボ」（愛知県蒲郡市）、「一般社団法人フューチャー・ラボ」等とは関係がない。
2016年11月現在、公式サイトが閉鎖されており、直近の活動実績は不明。

## 役員
- 代表取締役：金杉肇 - 共同創業者。ゲームプロデューサー。
- 取締役：茂木健一郎 - 共同創業者。脳科学者。
- 取締役：田森佳秀 - 金沢工業大学准教授、工学博士。
- 取締役：東泉一郎 - Higraph Inc.Tokyo代表、デザイナー。
- 取締役：高橋ピョン太 - 元『ログイン』編集長、フリーライター。
- 取締役：高崎博之 - SNS株式会社（現・インターステラテクノロジズ株式会社）代表取締役。同社は堀江貴文がファウンダーを務める。
- 執行役員：溝田彩華 - 作曲家。